# Jack Fowler
Pour les articles homonymes, voir John Fowler et Fowler.
Jack Fowler (né le 3 décembre 1899 à Cardiff au Pays de Galles et mort le 26 février 1975 à Swansea) est un joueur de football international anglais qui évoluait au poste d'attaquant.

## Biographie

### Carrière en club
Jack Fowler joue principalement avec les clubs de Plymouth Argyle et Swansea Town.

### Carrière en sélection
Jack Fowler reçoit six sélections en équipe du pays de Galles entre 1925 et 1928, inscrivant trois buts.
Il joue son premier match en équipe nationale le 28 février 1925, contre l'Angleterre, pour une défaite 1-2 à Swansea. Le 1er mars 1926, il inscrit un doublé contre l'Angleterre, pour une victoire 1-3 à Croydon. Par la suite, le 17 novembre 1928, il marque un nouveau but contre l'Angleterre, pour une défaite 2-3 à Swansea. C'est sa dernière sélection.

## Palmarès
| Plymouth Argyle - Championnat d'Angleterre D3 : - Vice-champion : 1921-22 (Sud), 1922-23 (Sud) et 1923-24 (Sud). |  | Swansea Town - Championnat d'Angleterre D3 : - Meilleur buteur : 1924-25 (28 buts). |